# Reading United Athletic Club
Reading United Athletic Club, anteriormente conhecido como Reading Rage e mais conhecida como Reading United AC, é um clube da cidade de Reading, Pensilvânia. Atualmente disputa a USL League Two.

## História

### Reading-American Soccer Club
O clube original foi estabelecido no começo do século XX por um grupo de imigrantes alemães. O clube durou de forma amadora até 1996, com vários nomes como Reading Berks Select, Reading Berks United e  Berks Soccer Academy Rage. Em 1996 o clube deu lugar para o Reading Rage.

### Reading Rage
O nome do novo time criado após a dissolução do primeiro tem esse nome em alusão a equipe anterior que também possuía o nome Rage. A equipe usou esse nome até 13 de janeiro de 2011, quando foi anunciado que a equipe mudaria para o nome atual, Reading United Athletic Club.

### Reading United
O Reading United está atualmente na USL League Two. Seu melhor resultado na competição foi ter chego a final em 2019.

## Símbolos

### Escudo
| Evolução do Escudo do Reading | Evolução do Escudo do Reading | Evolução do Escudo do Reading | Evolução do Escudo do Reading | Evolução do Escudo do Reading | Evolução do Escudo do Reading | Evolução do Escudo do Reading | Evolução do Escudo do Reading | Evolução do Escudo do Reading |
| 1995 – 2020                   | 2020 – Atual                  |                               |                               |                               |                               |                               |                               |                               |
| ----------------------------- | ----------------------------- | ----------------------------- | ----------------------------- | ----------------------------- | ----------------------------- | ----------------------------- | ----------------------------- | ----------------------------- |